# Enjoy korea
enjoy korea（エンジョイコリア）は、かつて韓国のNHNが運営していた電子掲示板。

## 概要
日本人向けの掲示板であり、日本では通称エンコリと呼ばれていた。日本側のアイコンは赤、韓国側のアイコンは青であったため、日本側のグループは「赤組」韓国組のグループは「青組」と呼ばれていた。
日本語-韓国語の機械翻訳が充実しており、サイト翻訳の他、チャットの翻訳もサポートされていた。
一方で、韓国人向けにはenjoy japanという対になるサービスが提供されていた。

## 主な出来事
2006年10月24日、駐日アメリカ合衆国大使館から接続されたIPユーザーがウィキペディア日本語版の「朝鮮の歴史#近代」を削除し、「朝鮮に歴史なし 昔から中国、日本、偏狭蛮族の属国」との書き込みを行ったことが、enjoy koreaで話題となった。

## 歴史
- 2002年6月、サービス開始。
- 2009年2月20日、主な機能の使用中止、新規加入の中止。
- 2009年6月、サービス終了。